# Kalle Jutila
Kaarle Teodor Jutila  dit Kalle Jutila (né Lindfors le 27 janvier 1891 à Pirkkala et mort le 21 juin 1966 à Helsinki) est un professeur et homme politique finlandais,,. 

## Biographie
En 1910, Kalle Jutila obtient son examen de fin d'études secondaires. En 1922, il soutient sa thèse de doctorat.
En 1915-1916, Kalle Jutila est assistant au département d'économie agricole de la direction de l'agriculture (fi), en 1915-1916 il est enseignant d'agriculture au lycée chrétien de Sörnäinen. En 1916-1917, il enseignant au lycée agricole d'Helsinki puis fait des recherches sur  l'agriculture et les problèmes d'habitat à Peräpohjola et en Laponie en 1917-1921.
Kalle Jutila est agronome du département d'aménagement du territoire du Metsähallitus de 1921 à 1924, directeur du Bureau de recherche en économie agricole du Conseil agricole finlandais de 1924 à 1928, enseignant de politique agricole à l'Université d'Helsinki de 1921 à 1926 puis professeur de politique agricole à l'université de 1928 à 1938. 
De plus, Jutila a été membre du conseil d'administration de la Banque de Finlande de 1938 à 1958, professeur d'économie agricole à l'Université de technologie d'Helsinki de 1928 à 1945 et rédacteur en chef de la revue Suomenmaa de 1930 à 1931.

## Carrière politique
Kalle Jutila est ministre sans portefeuille du gouvernement Sunila I (17.12.1927–15.10.1928), vice-ministre de l'Agriculture du gouvernement Sunila I (16.10.1928–21.12.1928).
Kalle Jutila est aussi ministre de l'Agriculture des gouvernements Kivimäki (14.12.1932–25.09.1936), Paasikivi III (17.04.1945–29.09.1945) et Tuomioja (17.11.1953–04.05.1954) ainsi que Ministre du Bien-être public du gouvernement Paasikivi II (17.11.1944–16.04.1945).
En 1945, Jutila est élu député de l'Union agrarienne de la circonscription du Häme et sera député jusqu'à sa nomination en tant qu'ambassadeur.
Il est ambassadeur de Finlande à Washington de 1945 à 1951, à la Havane de 1948 à 1951 et à Mexico de 1950 a 1951.